# Гординешты (Единецкий район)
Гординешты (рум. Gordinești, Гординешть) — село в Единецком районе Молдавии. Относится к сёлам, не образующим коммуну.

## География
Село расположено на высоте 165 метров над уровнем моря.

## Население
По данным переписи населения 2004 года, в селе Гординешть проживает 3265 человек (1599 мужчин, 1666 женщин).
Этнический состав села:
| Национальность | Число жителей | Процентный состав |
| -------------- | ------------- | ----------------- |
| молдаване      | 3241          | 99.26             |
| украинцы       | 14            | 0.43              |
| русские        | 9             | 0.28              |
| румыны         | 1             | 0.03              |
| Всего          | 3265          | 100%              |